# Steve Jackson (autor de juegos estadounidense)
Steve Jackson es un diseñador estadounidense de juegos de rol y de mesa, fundador de la compañía Steve Jackson Games (SJG).

## Educación
Steve Jackson se graduó en 1974 en la Universidad Rice. Jackson asistió brevemente a la Facultad de Derecho de la Universidad de Texas, pero se fue para dedicarse a desarrollar juegos.

## Carrera

### Década de 1970: Metagaming Concepts
Mientras trabajaba en Metagaming Concepts, Jackson desarrolló «Monsters! Monsters!» (ca. 1976) basado en un diseño de Ken St. Andre relacionado con su juego de rol «Tunnels & Trolls», y «Godsfire» (1976), un juego de conquista espacial en 3D diseñado por Lynn Willis. El primer diseño de Jackson para la empresa fue «Ogre» (1977), seguido de «G.E.V.» (1978), que se ambientan en el mismo universo futurista creado por Jackson.
Jackson se interesó por «Dungeons & Dragons», pero encontró los dados de varios tamaños irritantes y las reglas de combate confusas e insatisfactorias, y no le gustó la falta de tácticas, por lo que diseñó «Melee» en respuesta. Jackson se unió a la Sociedad para el Anacronismo Creativo (Society for Creative Anachronism, SCA) para obtener una mejor comprensión del combate, pero pronto se interesó más y comenzó a luchar en el combate de acción en vivo de la SCA como Vargskol, el vikingo-celta. Metagaming también publicó su juego «Wizard».
Mientras diseñaba «Melee», Jackson se dio cuenta de que esta idea podría expandirse a un juego de rol de fantasía completo para competir con «Dungeons & Dragons», y comenzó a trabajar en «The Fantasy Trip». Si bien el juego estaba originalmente programado para su lanzamiento en febrero de 1978, el diseño y el desarrollo requirieron más trabajo del que Jackson había anticipado y el juego no se lanzó hasta marzo de 1980. Howard Thompson, propietario de Metagaming, decidió lanzar «The Fantasy Trip» como cuatro libros separados en lugar de un conjunto en caja, y cambió sus métodos de producción para que Jackson no pudiera verificar las pruebas finales del juego. Como resultado de estas acciones, Jackson dejó Metagaming y fundó Steve Jackson Games más tarde ese año.

### Década de 1980-actualidad: Steve Jackson Games
Su juego «Raid on Iran» fue un éxito inmediato. Jackson compró «The Space Gamer» de Metagaming y vendió los derechos de «The Fantasy Trip» a Metagaming. Sin embargo, Thompson llevó a cabo acciones legales contra SJG por los derechos de un juego de guerra corto llamado «One-Page Bulge», y la demanda se resolvió con un acuerdo que se alcanzó el 26 de noviembre de 1981 que le otorgó a Jackson plenos derechos sobre «One-Page Bulge», y sobre «Ogre» y «G.E.V.» (cuya propiedad fue cuestionada durante el proceso judicial). Jackson intentó comprar «The Fantasy Trip» a Thompson después de que Metagaming dejara de operar en abril de 1983, pero Thompson rechazó la oferta de 250.000 dólares ofrecida.
Jackson diseñó o codiseñó muchos de los juegos publicados por SJ Games, incluidos minijuegos como «Car Wars» (1981), «Illuminati» (1983), «Undead» (1981) y una versión publicada de un juego informal que se juega en los campus universitarios, llamado «Killer». Jackson quiso entrar en el negocio de los juegos de ordenador a principios de la década de 1980, pero en vez de esto terminó otorgando derechos para hacer juegos a Origin Systems, que producía juegos como «Autoduel» (1985) y «Ogre» (1986).
Jackson se interesó por diseñar y publicar un nuevo sistema de juegos de rol a mediados de 1981, con la intención de que fuera detallado, realista, lógico, bien organizado, y adaptable a cualquier escenario y nivel de juego; anunció GURPS en 1983, aunque las revistas de la compañía retrasaron el desarrollo de GURPS hasta 1984, haciendo que el libro del sistema de combate «Man to Man: Fantasy Combat de GURPS» (1985) estuviera disponible para 1985. El conjunto básico completo de GURPS apareció el año siguiente, en 1986. En 1995, Sean Punch fue sustituido por Jackson como editor de la línea GURPS.
Jackson también diseñó los juegos de cartas de estrategia «Munchkin» (2001) y «Ninja Burger» y los juegos de dados «Zombie Dice» (2010) y «Cthulhu Dice» (2010), así como las variantes de «Zombie Dice», «Trophy Buck» (2011) y «Dino Hunt Dice» (2013).
Jackson ha exhibido su elaborada «Chaos Machine» en varias convenciones de ciencia ficción o juegos de guerra, incluyendo el Worldconde 2006.
Su juego de rol «GURPS» y el juego de cartas «Munchkin» fueron incluidos en el Salón de la Fama de Origins en 1999 y 2012 respectivamente.

## Los dos Steve Jackson
A menudo se confunde a Jackson con Steve Jackson, un escritor británico de libros de juegos y videojuegos que cofundó Games Workshop. La confusión se ve exacerbada por el hecho de que, si bien el Jackson británico fue cocreador de la serie de libros de juegos Fighting Fantasy, el estadounidense Jackson también escribió tres libros en esta serie (Scorpion Swamp, Demons of the Deep y Robot Commando), y en los libros no se especificaba que se trataba de un "Steve Jackson" diferente.

## Incidente de 1990 con el Servicio Secreto y acciones legales
El 1 de marzo de 1990, el Servicio Secreto de Estados Unidos allanó las oficinas de Steve Jackson Games basándose en la sospecha de actividad ilegal de piratas informáticos por parte del diseñador de juegos Loyd Blankenship, y confiscó (entre otros materiales y medios) su manuscrito para «GURPS Cyberpunk»; cuando Jackson fue a la sede del Servicio Secreto al día siguiente para recuperar los borradores de su libro, le dijeron que «GURPS Cyberpunk» era un "manual para delitos informáticos", a pesar de sus protestas de que era solo un juego. SJG presentó una demanda exitosa contra el gobierno.

## Juegos
- Ogre (1977)
- Car Wars[19] (1980)
- Killer: The Game of Assassination[20] (1982)
- Illuminati (1983)
- GURPS[21] (1986)
- Chez Geek (1999)
- Munchkin (2000)